# Anna Maria Barbera
Anna Maria Barbera, anche nota con i soprannomi comici Sconsolata o Sconsy, (Torino, 15 gennaio 1962), è una comica, cabarettista, attrice, scrittrice e conduttrice televisiva italiana.

## Biografia
Di origini pugliesi e romagnole, giovanissima lavorò come corrispondente per la testata L'Ora di Palermo, dove ebbe l'occasione di intervistare molti volti noti del mondo dello spettacolo tra cui Giorgio Gaber, Luca Ronconi e Anthony Quinn.
Nel 1986 ebbe una figlia, Anna Charlotte Barbera: secondo quanto da lei dichiarato il padre della bambina, un noto architetto, le chiese di rinunciare alla gravidanza, cosa che portò Anna Maria Barbera a rompere ogni relazione con lui. Si diplomò alla Bottega Teatrale di Firenze diretta da Vittorio Gassman ed esordisce a Torino al Teatro Piccolo Regio.
In pochissimo tempo approda a Milano al Teatro Zelig con Provaci ancora Man. Comincia la carriera da comica nel 2002 nel programma Zelig Circus, dove si è imposta in pochi mesi al pubblico televisivo della trasmissione interpretando il personaggio di Sconsolata, detta Sconsy, «una donna del sud emigrata al nord, che si esprime in un personalissimo dialetto meridionale, parole moderne, termini stranieri e confuse sintassi al limite dell'invenzione».
Grazie alla popolarità che raggiunge, le viene affidata la conduzione dell'edizione 2003 del varietà di Canale 5 Scherzi a parte, insieme a Manuela Arcuri e Teo Teocoli, e di Striscia la notizia, al fianco di Luca Laurenti e Alessandro Benvenuti (poi sostituito da Sasà Salvaggio). In entrambi i casi, ha interpretato il personaggio di Sconsolata.
Nel 2003 Leonardo Pieraccioni la vuole per interpretare Nina ne Il paradiso all'improvviso, che le fa ottenere al suo esordio come attrice le candidature al David di Donatello come miglior attrice non protagonista e al Nastro d'Argento nella stessa categoria. Questo è l'inizio di una carriera comica in campo cinematografico nella quale interpreterà film come Christmas in Love, Eccezzziunale veramente - Capitolo secondo... me, 2061 - Un anno eccezionale.
Nell'inverno 2005 esordisce sulle reti RAI perché partecipa su Rai 1, come concorrente in coppia con il ballerino professionista Ilario Parise, alla prima edizione di Ballando con le stelle. Ha poi recitato in Matrimonio a Parigi di Claudio Risi, dove è una dei protagonisti assieme a Massimo Boldi. A partire dal 2011 la sua presenza sulle scene pubbliche si fa sempre meno frequente.
Dopo vari anni di assenza dalla TV, a parte sporadiche apparizioni, in cui si è dedicata principalmente al teatro, nel marzo 2019 viene intervistata da Mara Venier a Domenica in, dove racconta di un periodo di disagio che ha affrontato. Nel novembre del 2021 torna a esibirsi nella 19ª edizione di Zelig, tornato in onda su Canale 5 in occasione dei 25 anni del programma, con il suo personaggio. Sarà confermata anche per la 20ª, 21ª e 22ª edizione andate in onda rispettivamente nel 2021, 2023 e 2025.

## Filmografia
- Il paradiso all'improvviso, regia di Leonardo Pieraccioni (2003)
- Christmas in Love, regia di Neri Parenti (2004)
- Eccezzziunale veramente - Capitolo secondo... me, regia di Carlo Vanzina (2006)
- Ma l'amore... sì!, regia di Tonino Zangardi e Marco Costa (2006)
- 2061 - Un anno eccezionale, regia di Carlo Vanzina (2007)
- Matrimonio alle Bahamas, regia di Claudio Risi (2007)
- Matrimonio a Parigi, regia di Claudio Risi (2011)
- La coppia dei campioni, regia di Giulio Base (2016)

## Televisione
- Periferie Vagabondo Creativo (Rai 1)
- A doppia W (Rai 3)
- Zelig (Italia 1, 2002-2003; Canale 5, 2003-2004, 2007-2014, 2016, 2021-2023, 2025)
- Assolo (LA7, 2003)
- Scherzi a parte (Canale 5, 2003)
- Striscia la notizia (Canale 5, 2004)
- Ballando con le stelle (Rai 1, 2005)
- Palco doppio palco (Comedy Central, 2014)

## Riconoscimenti
- David di Donatello
  - 2004 – Candidatura alla miglior attrice non protagonista per Il paradiso all'improvviso

- Nastro d'argento
  - 2004 – Candidatura alla miglior attrice non protagonista per Il paradiso all'improvviso

## Opere letterarie
- ...sono stata spiegata?, Kowalski Editore, 2003
- Caro amico diLetto, Foschi Editore, 2010
- Dimmelo ammèil: Le risposte di Sconsy, 2014